# Gran Proyecto de Topografía Trigonométrica

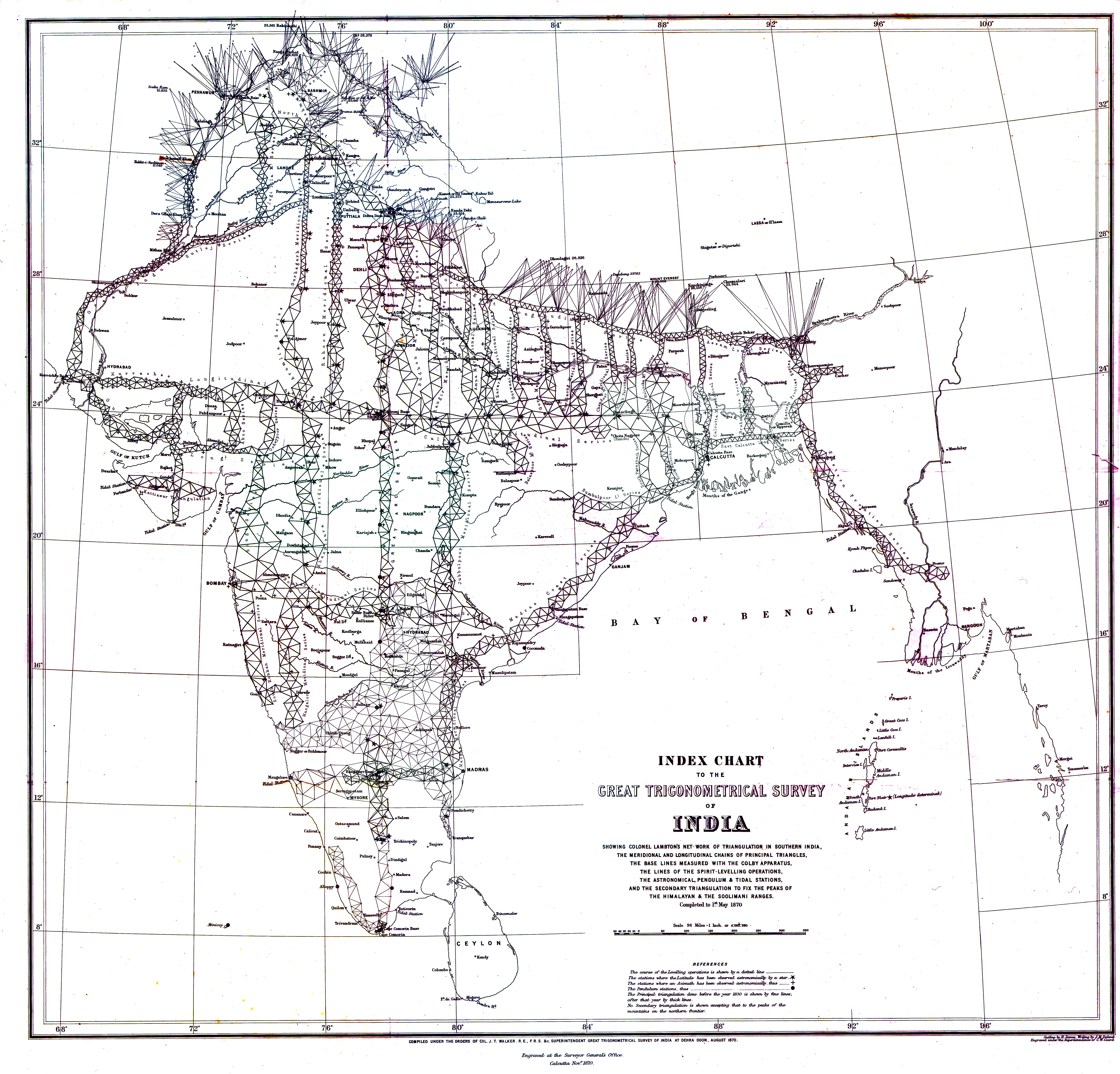
Un mapa que muestra los triángulos y transectos utilizados en el levantamiento, producido en 1870

El Gran Proyecto de Topografía Trigonométrica (en inglés: Great Trigonometric Survey) o Gran levantamiento trigonométrico de la India  fue un proyecto del organismo Survey of India, dedicado a explorar y cartografiar el país, en aquel momento colonia británica. Fue iniciado en 1802 y duró hasta 1871. 
Fue dirigido en sus etapas iniciales por William Lambton y posteriormente por George Everest, Andrew Scott Waugh y James Walker. Entre los muchos logros del proyecto se encuentra la realización de la delimitación del territorio británico de la India, y la localización y medición de las montañas más altas del Himalaya: Everest, K2, y Kanchenjunga. El estudio tuvo, también, un impacto científico enorme, ya que fue responsable de la primera medición exacta de una sección de arco de un paralelo terrestre y de la medición de la anomalía geodésica de la Tierra.